# 岐阜セイリュウヒーローズ
岐阜セイリュウヒーローズ（ぎふセイリュウヒーローズ、英: Gifu Seiryu Heros）は、岐阜県多治見市を拠点とするプロバスケットボールチーム。現在は男子東海・北信越SB-2リーグに所属している。

## 概要
2014年4月、岐阜県多治見市にて、プロバスケットボールチーム結成を目指し、地元企業が集まりスポーツクリエーション岐阜を発足。

## 歴史
2015年5月12日、チーム設立を発表。チーム名は、公募により集まった49件の中から「清流の国」岐阜を連想させるものを選んだ。
初戦は、2015年8月30日のbjチャレンジリーグセカンドラウンド第4戦。
当初参入を目指していたbjリーグは、2016年を最後にB.LEAGUEに統合されるため、その3部に当たるB3リーグへの2017-18シーズン以降の参入を目指すこととなった。
2017年4月17日、チーム発足以降では初となる外国人選手を獲得。アッサン・ジョップと契約することとなった。
2018年から東海・北信越リーグに参戦している。
2025年以降のSBL参入を目指している。

## 成績
- 順位欄 () 内数字は参加チーム数
- CS: 全日本社会人バスケットボール地域リーグチャンピオンシップ

| 年度 | リーグ       | 勝 | 敗 | 順位    | CS        |
| 2018 | 東海・北信越 | 3  | 3  | 4位 (7) | 予選敗退  |
| 2019 | 東海・北信越 | 9  | 5  | 3位 (8) | 予選敗退  |
| 2020 | 東海・北信越 | 5  | 2  | 2位 (8) | 2回戦敗退 |

## 選手とスタッフ

### 選手
| No. | 名前               | Pos   | 身長  | 体重 | 出身                     |
| --- | ------------------ | ----- | ----- | ---- | ------------------------ |
| 1   | 野中達矢           | PG    | 168cm | 68kg | 名古屋学院大学           |
| 1   | 磯尾和也           | SG    | 180cm | 72kg | 愛知学泉大学             |
| 7   | 加藤力也           | SG    | 173cm | 71kg | 中津川工業高等学校       |
| 8   | 今西勇人           | PF    | 191cm | 81kg | 明治大学                 |
| 12  | 中尾洸太           | PG    | 166cm | 68kg | 大阪産業大学             |
| 13  | 比嘉一都           | PG    | 176cm | 72kg | 名古屋経済大学           |
| 18  | 山田健一           | PF    | 188cm | 84kg | 創価大学                 |
| 19  | 福本翔太           | F     | 185cm | 82kg | 科学技術学園高等学校     |
| 23  | セン・マム・リバス | PF/C  | 203cm | 98kg | 桜丘高等学校             |
| 25  | 山田英治           | SF    | 182cm | 86kg | 名古屋学院大学           |
| 30  | 高田隼暉           | SG    | 180cm | 73kg | 名古屋経済大学           |
| 37  | 細田浩太           | PG    | 172cm | 72kg | 名古屋経済大学           |
| 46  | 佐藤実寛           | SG    | 173cm | 66kg | 八戸ウルスラ学院高等学校 |
| 79  | 名倉諒人           | SF    | 187cm | 83kg | 日本大学                 |
| 90  | 吉岡涼介           | SF/PF | 186cm | 80kg | 筑波大学                 |
| 99  | 泉まどか           | SF    | 183cm | 80kg | 名古屋学院大学           |

### スタッフ
| 役職         | 名前     | 出身         |
| ------------ | -------- | ------------ |
| ヘッドコーチ | 酒井駿矢 | 愛知学泉大学 |
| トレーナー   | 三好亮輔 | 筑波大学     |
| マネージャー | 島内亮平 | 愛知学泉大学 |